# Račice (Třebíč)
Račice è un comune della Repubblica Ceca facente parte del distretto di Třebíč, nella regione di Vysočina.